# Ledařství

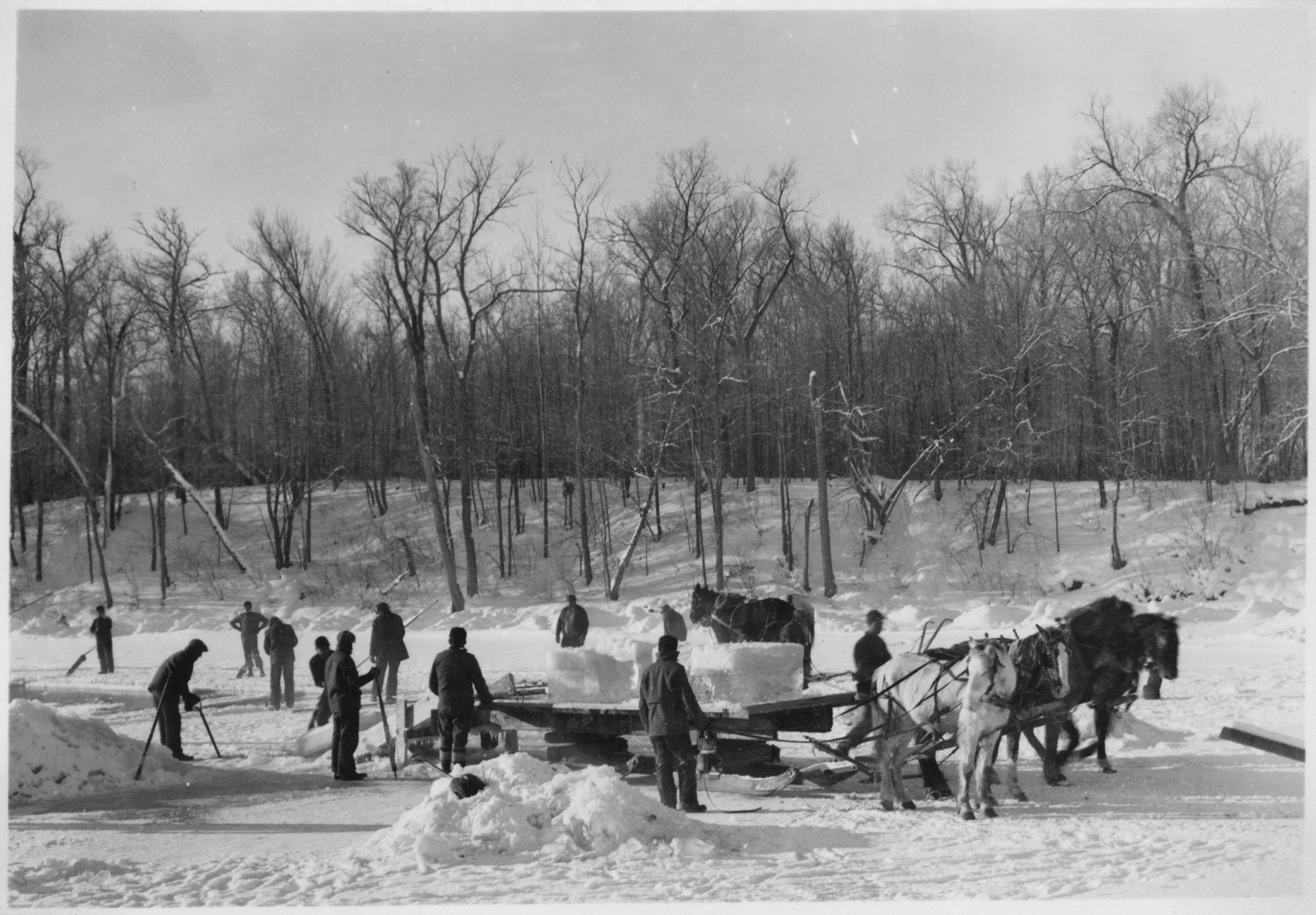
Ledaři na jezeře Red Lake v Minnesotě, zima 1935

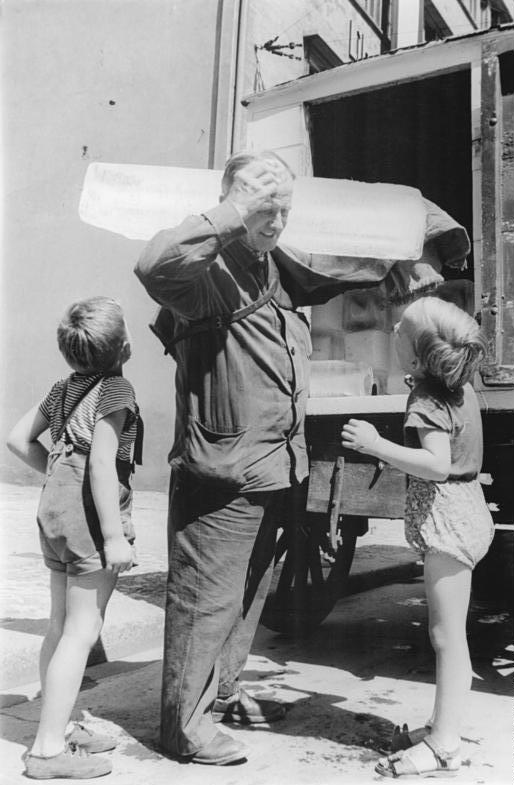
Roznašeč ledu v Berlíně, červenec 1957

Ledařství (také ledaření nebo ledování) bylo řemeslo provozované v dobách před zavedením chladicího stroje. Jediným prostředkem, jak uchovat potraviny v teplých měsících, byl tehdy přírodní led, který se těžil v zimě na zamrzlých jezerech a řekách a uchovával v hlubokých sklepích.
Už v 5. století př. n. l. budovali Peršané stavby zvané jakčal, jejichž konstrukce udržovala stálou teplotu pro skladování ledu. Také staří Římané používali led dovážený z Alp k chlazení nápojů i výrobě zmrzliny. V Bostonu v první polovině 19. století zbohatl velkoobchodník Frederic Tudor, známý jako Ledový král, jehož firma dodávala novoanglický led do teplých oblastí celého světa. Největším skladem ledu v Čechách byly Branické ledárny, v Brně byla velká ledárna v Jundrově.
Těžba ledu byla vítaným přivýdělkem pro sezonní pracovníky, zejména voraře a převozníky. Na zamrzlé vodní ploše (síla ledu musela činit alespoň 30 cm) se vyměřil velký obdélník, jehož strany se očistily od sněhu a vyřezaly pilou. Led pak dělníci vytáhli na břeh a rozřezali na menší bloky, které se odvážely na saních tažených koňmi. Led odebíraly pivovary, obchody či restaurace; velké podniky měly zásoby na několik let dopředu pro případ, že by v zimě bylo málo ledu. Roznašeči dodávali led do domácností, které ho uchovávaly v dřevěných bedýnkách, předchůdcích ledniček. Ve velkoměstech USA vykonávali tuto práci převážně italští přistěhovalci. Od konce 19. století se začaly používat motorové pily, dopravníky na vytahování ledu z vody i nákladní automobily na jeho rozvoz. Poptávka však klesala poté, co Carl von Linde vynalezl techniku umělého chlazení. V letech po druhé světové válce se ledničky staly cenově dostupnými a řemeslo ledařů zaniklo.
Ledařství dosud provozují severoameričtí Amišové, kterým náboženství zakazuje používat elektrické spotřebiče. Také na tvorbu ledových soch se těží přírodní led.